# خمیربر

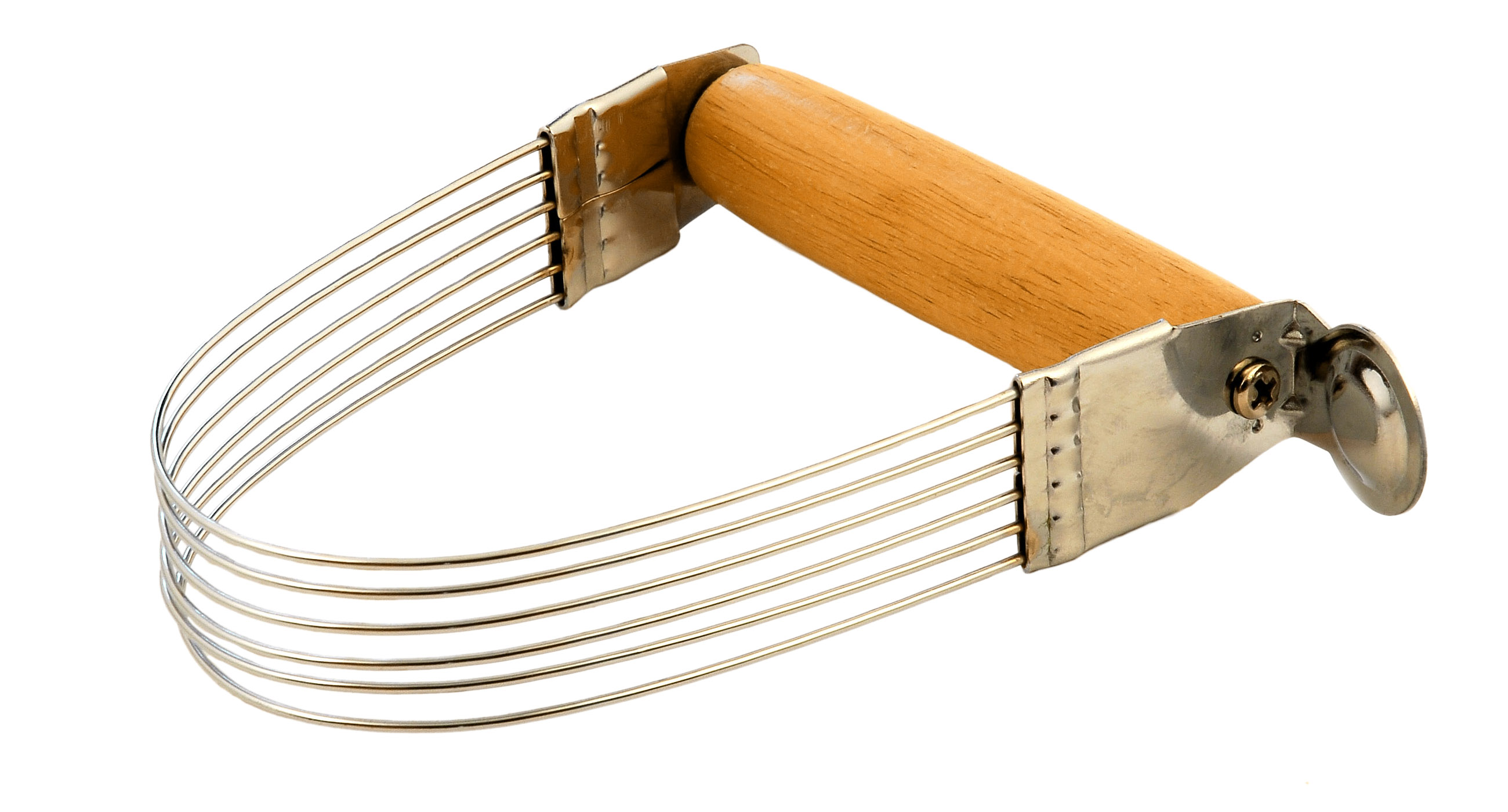
خمیربر

خمیربُر (به انگلیسی: pastry cutter) یا مخلوط‌کن خمیر (به انگلیسی: Pastry blender) یکی از لوازم آشپزخانه و آماده‌سازی موادغذایی است که برای ترکیب کردن یک مادهٔ جامد مانند انواع چربی از آن استفاده می‌شود. نوعی ابزار است که معمولاً از نوار فلزی باریک یا سیم ساخته شده که به یک دسته متصل است. با فشار دادن آن به پایین و بر روی مواد باعث بریدن و مخلوط شدن مواد با یکدیگر می‌شود. این ابزار همچنین برای خرد کردن چربی ( چربمایه، کره ، چربی گوشت) به قطعات کوچکتر استفاده می‌شود.